# Montana Bluff
Das Montana Bluff (englisch; bulgarisch връх Монтана wrach Montana) ist ein 670 m hoher und vereister Berg auf der Livingston-Insel im Archipel der Südlichen Shetlandinseln. Er ragt unmittelbar östlich des südlichen Zugangs zum Omurtag-Pass 0,8 km südlich des Ticha Peak, 2,3 km westsüdwestlich des Maritsa Peak, 1,77 km nordwestlich des Kuzman Knoll und 3,8 km nordöstlich des Orpheus Gate im Zentrum des Bowles Ridge auf.
Bulgarische Wissenschaftler kartierten ihn im Zuge der Vermessungen der Tangra Mountains zwischen 2004 und 2005. Die bulgarische Kommission für Antarktische Geographische Namen benannte ihn 2005 nach der Stadt Montana im Nordwesten Bulgariens.